# Brakteat

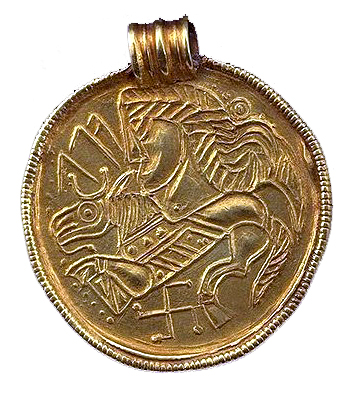
Smyckebrakteat av C-typ från Gotland. Djupbrunnsbrakteaten från Hogräns socken på Gotland. Statens historiska museum.

Brakteat är ett forntida mynt samt en beskyddande amulett i form av ett hängsmycke. Benämningen kommer från latinets bractea (brattea) i betydelsen ”tunt metallblad”. I regel består de äldre och ensidigt präglade varianterna av tätt sammanpressade guldplattor. Brakteaterna är ofta så tunna att framsidans motiv kan ses i negativ relief på dess baksida. Brakteaten fick i vissa lärda sammanhang en renässans mot slutet av 1600-talet.

## Guldbrakteater från folkvandringstiden

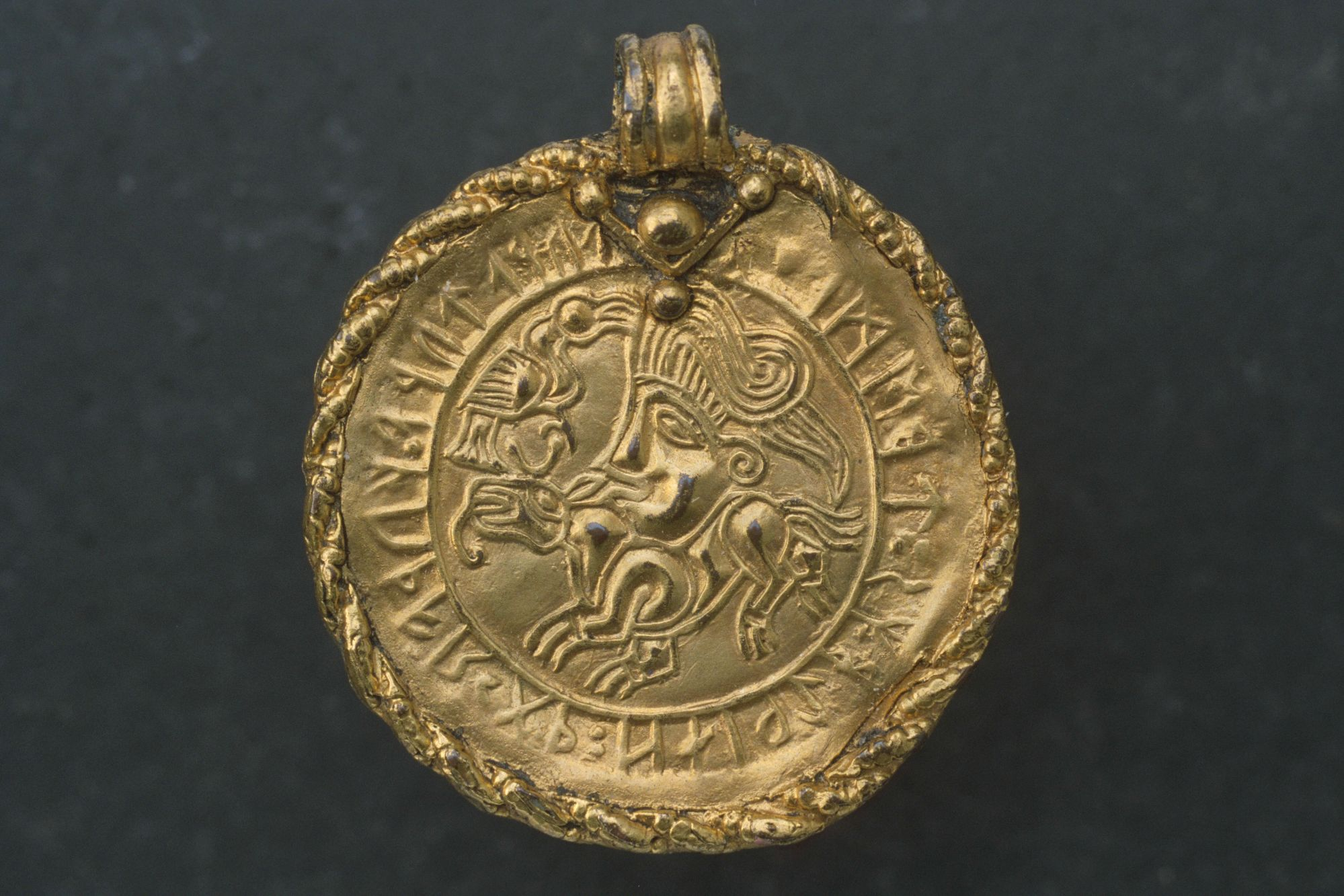
Vadstenabrakteaten, en guldbrakteat från trakten av Vadstena i Östergötland. Brakteaten fanns tidigare i Statens historiska museum, men stals från museet 1938 och har inte återfunnits. Bilden visar en kopia, utförd på museet.

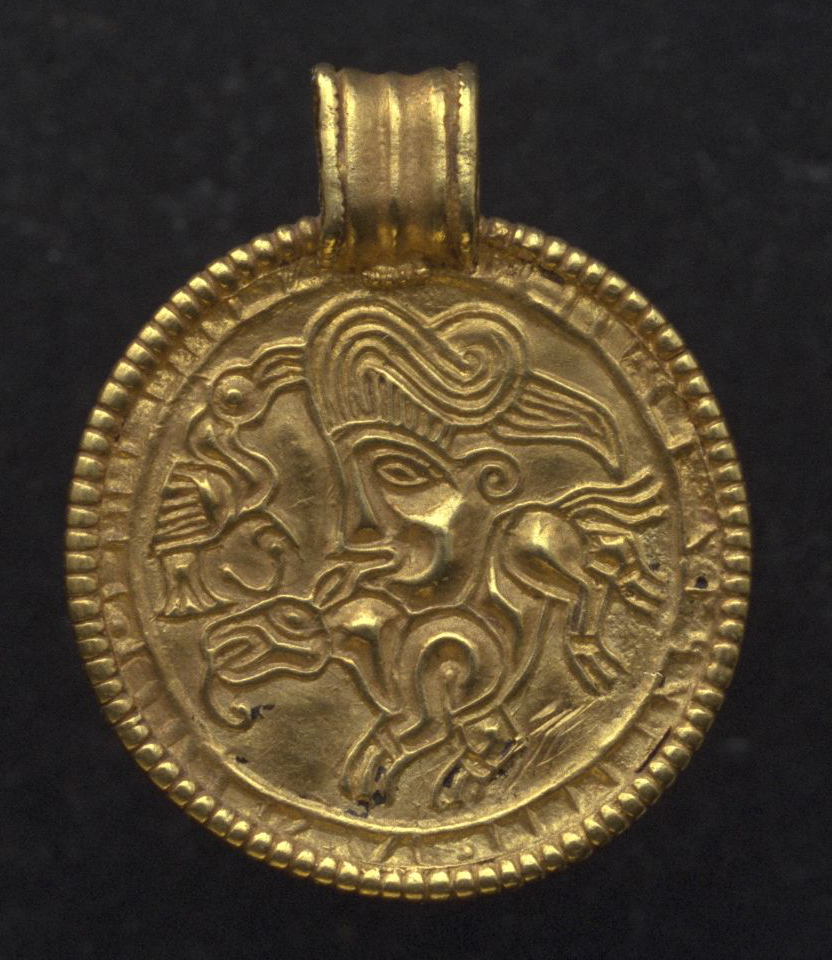
Mariedammbrakteaten. Statens historiska museum.

Guldbrakteaterna dateras till folkvandringstidens senare del, 450–540 e.Kr. De är vanligast i Danmark, Sverige och Norge, men förekommer även spridda över Europa.
Brakteaterna är indelade i olika typer baserade på deras bildmotiv. Med utgångspunkt från myntens mittfigurer ingår de i följande fem grupper:
- A-typen har ett huvud i profil
- B-typen har en, eller högst tre figurer
- C-typen har ett fyrfota djur med manshuvud ovanpå
- D-typens mittfigur består av ett stiliserat djur
- F-typens mittfigur består av en åsna omgiven av små pärlor

## Djupbrunnsbrakteaten
Djupbrunnsbrakteaten är en folkvandringstida guldbrakteat av C-typ med runinskrift och svastika från Djupbrunns i Hogräns socken söder om Visby på Gotland. Runinskriften går från höger till vänster och lyder "alu" skrivet med urnordiska runor. Brakteaten hittades under några stenar i "Hobergsåker" i Djupbrunn liggande i en koppardosa tillsammans med ytterligare en guldbrakteat och två silverringar. Fyndet inlöstes 1873 av Statens historiska museum och har där inventarienummer SHM 4877. Möjligen är fyndplatsen identisk med RAÄ-nummer Hogrän 102, som enligt en karta från runt år 1700 kallades "Hoborg" eller "Hoborgz".

## Vadstenabrakteaten
Vadstenabrakteaten är en C-brakteat i guld med runor från 500-talet, funnen 1774 i Vadstenatrakten. Motivet på framsidan (åtsidan) är ett människohuvud på ryggen av ett fyrfotadjur, och framför det en fågel.
Brakteaten stals 1938 från Statens historiska museum och har inte återfunnits.

## Mariedammbrakteaten
Mariedammbrakteaten från Mariedamm i Lerbäcks socken i Närke är stampidentisk med Vadstenabrakteaten och den påträffades före 1906. Den tillkom under perioden 450-550 och den har burits som en skyddsamulett och det är en brakteat av guld med slagna runor längs med yttre kanten. Vid tillverkningen av Mariedammbrakteaten användes således samma stamp som till Vadstenabrakteaten. 

## Brakteatbilderna
Den tyske medeltidshistorikern Karl Hauck har i flera verk tolkat brakteatbilderna. Hans tes är att de föreställer olika gudar, senare kända från den fornnordiska mytologin. Den gestalt som Hauck anser är vanligast förekommande på brakteaterna är Oden, när denne avbildas i egenskap av helare/schaman. Haucks idéer har varit mycket inflytelserika och accepterats av flera forskare. På senare år har dock allt mer kritik kommit att riktas mot Haucks tolkningar.
Forskningen brukar annars vara helt överens om att A-typen är kopior av senromerska kejsarmedaljer eller mynt. På vissa av dem finns förvanskad men ibland fortfarande delvis läsbar latinsk text. Även C-typen har antagits ha sitt ursprung i romerska eller bysantinska medaljer med en beriden kejsare avbildad. Här har dock motivet avlägsnat sig betydligt mer från originalen och tolkningen är osäker. Det kan tilläggas att A-typsbrakteaterna ibland avbildar figurer som förekommer på samtida germanska smycken och att den latinska texten ersatts med runinskriptioners innehållande hedervärda epitet. En teori som har framförts är att de nordiska hövdingarna kopierat kejsarens bruk och delat ut brakteaterna som medaljer till trogna krigare och allierade.
Särformer kan vara av silver eller brons, såsom de vendeltida smyckebrakteaterna på Gotland.

## Medeltida brakteater

Medeltida brakteater – Skoklosters slott.

Benämningen brakteat används även om de tunna, ensidiga silvermynt som präglades i bland annat Tyskland och Norden under medeltiden. 
Denna brakteatprägling började i Sachsen och Thüringen på 1130-talet. Den nådde snabbt en blomstring, såväl till sin spridning som till sin konstnärliga utformning. Några av de brakteater som präglades i till exempel Halberstadt och Braunschweig hör till den tyska romanikens främsta konstverk.
Brakteater slogs även i Norden med början på 1100-talet, först i Norge, sedan Danmark och slutligen även i Sverige. De nordiska brakteaterna är i regel betydligt mindre än de tyska.
I Sverige präglades de första brakteaterna i Lödöse från mitten av 1100-talet och i Sigtuna från slutet av 1100-talet. På brakteaterna från Sigtuna avbildas en framvänd midjebild med antingen sakramentskärl eller spira och riksäpple. En mängd motiv förekommer, bland annat svärd, kronor, kors, lejon, byggnader, drakhuvuden och fåglar. Även bokstäver, som ofta kan hjälpa till att spåra ursprunget, såsom M=Magnus Ladulås, B=Birger Jarl, L=Lödöse, krönt A=Västerås, S=Söderköping och W=Visby.
Brakteatmyntningen upphörde i början av 1500-talet och de upphörde som betalningsmedel omkring 1520. (Om man inte räknar den brakteat av valören 8 heller som präglades i Gustav II Adolfs namn under trettioåriga kriget, sannolikt i Mainz år 1632).
De flesta svenska brakteaterna hade valören 1 penning. Vikten varierar mellan 0,4 och 0,1 gram.
De mycket tunna silverplåtarna, som ibland väger bråkdelar av ett gram, fordrade en särskild präglingsteknik. Myntmästaren använde endast en stamp, därav ensidigheten. Det upphettade myntämnet, det vill säga den silverplåt som skulle präglas, lades mot ett mjukt underlag, vanligen en läderbit. Lädret, som tog emot och dämpade slaget från stampen och hammaren, möjliggjorde den ensidiga prägeln.
En vidareutveckling av brakteaterna är de så kallade hålpenningarna som präglades i Nordtyskland, bland annat i hansastäderna Hamburg och Lübeck, under senmedeltiden. De är små med en diameter på cirka en centimeter och en vikt på under ett halvt gram.

## Visingsö
I slutet av mars 2024, i samband med att man skulle installera bergvärme i Brahekyrkan på ön upptäcktes ett par skelett och vid ett av dessa, som tros vara en man i 25-årsåldern, hittades först ett par mynt, sedan fler, och till slut hade man hittat 170 mynt.
Mynten låg tätt intill den dödes vänstra fot och är så kallade silverbrakteater. De  dateras till mellan 1150 och 1180 och några av mynten är helt okända sedan tidigare.